# گابور چسوپو
گابور چسوپو (انگلیسی: Gábor Csupó؛ زادهٔ ۲۹ سپتامبر ۱۹۵۲) پویانما، نویسنده، کارگردان تلویزیونی، تهیه‌کننده تلویزیونی، طراح گرافیک، تهیه‌کننده فیلم، موسیقی‌دان، و کارگردان فیلم اهل مجارستان است. وی از سال ۱۹۷۶ میلادی تاکنون مشغول فعالیت بوده‌است. وی همچنین برندهٔ جوایزی همچون جوایز امی ساعات پربیننده شده‌است.